# サザン替え唄大メドレー
「サザン替え唄大メドレー」（サザンかえうただいメドレー）は、嘉門達夫（現・嘉門タツオ）のシングル。1994年9月21日にビクターエンタテインメントから発売された。

## 概要
1994年に実施された月刊CD発売企画「MONTHLY TATSUO KAMON」（マンスリー タツオ カモン）のリリース計画第9弾として発表されたシングル曲で、サザンオールスターズ名義の楽曲だけではなく、KUWATA BANDや桑田佳祐のソロ曲も収録されている。曲の長さは、1997年発売の「新・替え唄メドレー」に次ぐ第2位である（替え唄大メドレーは除外）。
カップリング曲の「地獄の運動会」はヘルマン・ネッケの楽曲である「クシコス・ポスト」に歌詞を付けたもので、運動が苦手な小学生を主人公にして運動会に出るのが嫌だという心境を歌ったものである。
「勝手にシンドバッド」の替え唄を桑田佳祐に提案した時には桑田本人にかなり怒られながらも渋々承諾してもらったが、この曲の時には桑田本人もかなり協力的だったという。

## 収録曲
| #         | タイトル                                         | 作詞      | 作曲      |      |
| --------- | ------------------------------------------------ | --------- | --------- | ---- |
| 1.        | 「サザン替え唄大メドレー」                       |           |           |      |
| 2.        | 「地獄の運動会」                                 |           |           |      |
| 3.        | 「サザン替え唄大メドレー」(オリジナル・カラオケ) |           |           |      |
| 4.        | 「予告篇 chapter8」                              |           |           |      |
| 合計時間: | 合計時間:                                        | 合計時間: | 合計時間: | 0:00 |

「サザン替え唄大メドレー」には、以下の楽曲が使用されている。
1. 勝手にシンドバッド
2. BYE BYE MY LOVE (U Are The One)
3. 匂艶(にじいろ) THE NIGHT CLUB
4. C調言葉に御用心
5. 真夜中のダンディー＜桑田佳祐＞
6. Ya Ya 〜あの時代(とき)を忘れない〜
7. チャコの海岸物語
8. エロティカ・セブン (EROTICA SEVEN)
9. ミス・ブランニュー・デイ (MISS BRAND-NEW DAY)
10. 涙のキッス
11. メロディ (MELODY)
12. 夏をあきらめて
13. スキップ・ビート (SKIPPED BEAT) ＜KUWATA BAND＞
14. みんなのうた
15. いとしのエリー

## シングル・アルバムの違い
このシングルバージョンの他にも、アルバム『娯楽の殿堂』に収録された「アルバムバージョン」が存在する。こちらは、シングルバージョンの歌詞が一部訂正されている。